# Епархия Рурмонда

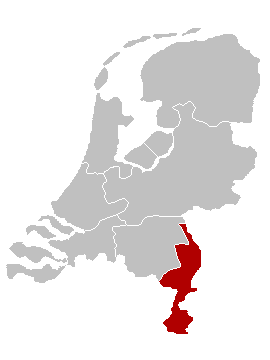
Карта расположения епархии Рурмонда

Епархия Рурмонда (лат. Dioecesis Ruremundensis) — епархия Римско-Католической церкви с центром в городе Рурмонд, Нидерланды. Епархия Рурмонда входит в архиепархию Утрехта.

## История
12 мая 1559 года Римский папа Павел IV учредил буллой Super universas епархию Рурмонда, которую выделил из епархий Льежа и Кёльна. 29 ноября 1801 года епархия Рурмонда была упразднена после заключения Конкордата между Ватиканом и Нидерландами. Территория епархии отошла к епархиям Льежа, Ахена и Апостольским викариатам Граве и Мегена, созданных в 1803 году и в 1852 году вошедших в епархию Хертонгебоса.

## Епископы епархии
- Guillaume Damasi Van der Linden (Lindanus) (8.08.1561 — 12.02.1588);
- Sede vacante (1588—1595);
- Henri van Cuyk (20.12.1595 — 7.10.1609);
- Jacques van den Borgh (10.10.1611 — 24.02.1639);
- Andreas Creusen (22.05.1651 — 7.05.1657);
- Eugenius Albertus d’Allamont (31.03.1659 — 1.02.1666);
- Lancelot de Gottignies (3.10.1672 — 25.08.1673);
- Reginaldus Cools (24.02.1677 — 12.06.1700);
- Angelus d’Ongnies et d’Estrées (27.12.1701 — 9.04.1722);
- François Louis Sanguessa (9.04.1722 — 11.08.1741);
- Joseph Anselme François Werbrouck (29.09.1743 — 12.03.1746);
- Jean Antoine de Robiano (28.03.1746 — 28.06.1769);
- Johann Heinrich von Kerens (17.09.1769 — 6.11.1773);
- Philippe Damien de Hoensbroeck (29.05.1775 — 17.04.1793);
- Jean Baptiste Robert van Velde de Melroy et Sart-Bomal (21.02.1794 — 24.11.1801);
  - Sede soppressa (1801—1840);
- Joannes Augustus Paredis (18.12.1840 — 18.06.1886);
- Josephus Hubertus Drehmanns (3.02.1900 — 6.08.1913);
- Laurentius Josephus Antonius Hubertus Schrijnen (28.03.1914 — 26.03.1932);
- Jozef Hubert Willem Lemmens (26.03.1932 — 31.12.1957);
- Jan Michiel Jozef Antoon Hanssen (31.12.1957 — 25.06.1958);
- Petrus Joannes Antonius Moors (26.01.1959 — 29.12.1970);
- Joannes Baptist Matthijs Gijsen (20.01.1972 — 23.01.1993);
- Franciscus Jozef Maria Wiertz (10.07.1993 — 2.12.2017, в отставке);
- Hendrikus Marie Gerardus Smeets † (10 ottobre 2018 — 10.08.2023, в отставке);
- Cornelis Franciscus Maria van den Hout (21.06.2024 — по настоящее время).

## Источник
- Annuario Pontificio, Ватикан, 2005